# Bogenschießen

Internationaler Bogensport-Wettbewerb (1983)

Das sportliche Bogenschießen ist ein Schießsport mit Pfeil und Bogen. Heute ist das Schießen auf standardisierte Zielscheiben mit Recurvebögen, an denen Zielvorrichtungen und Stabilisatoren angebaut sind, die am weitesten verbreitete Bogensportart. Der verwendete Bogen, der häufig als „olympischer Bogen“ bezeichnet wird, ist ein technologisch hoch entwickeltes Sportgerät, mit welchem genaue Treffer auf große Distanzen erzielt werden können. Das Bogenschießen zählt zu den Präzisionssportarten.
Bogenschießen gehört seit 1972 zu den olympischen Sportarten. Zuvor war es bereits in den Jahren 1900, 1904, 1908 und 1920 im Programm der Olympischen Spiele vertreten. 1904 war es die einzige Sportart bei diesen Spielen, bei der auch Frauen teilnahmeberechtigt waren.
Neben dem sportlichen Bogenschießen wird im meditativen und therapeutischen Bogenschießen der Bogen als Mittel zur Persönlichkeitsentwicklung genutzt.

## Geschichte

### Entwicklung des Bogens

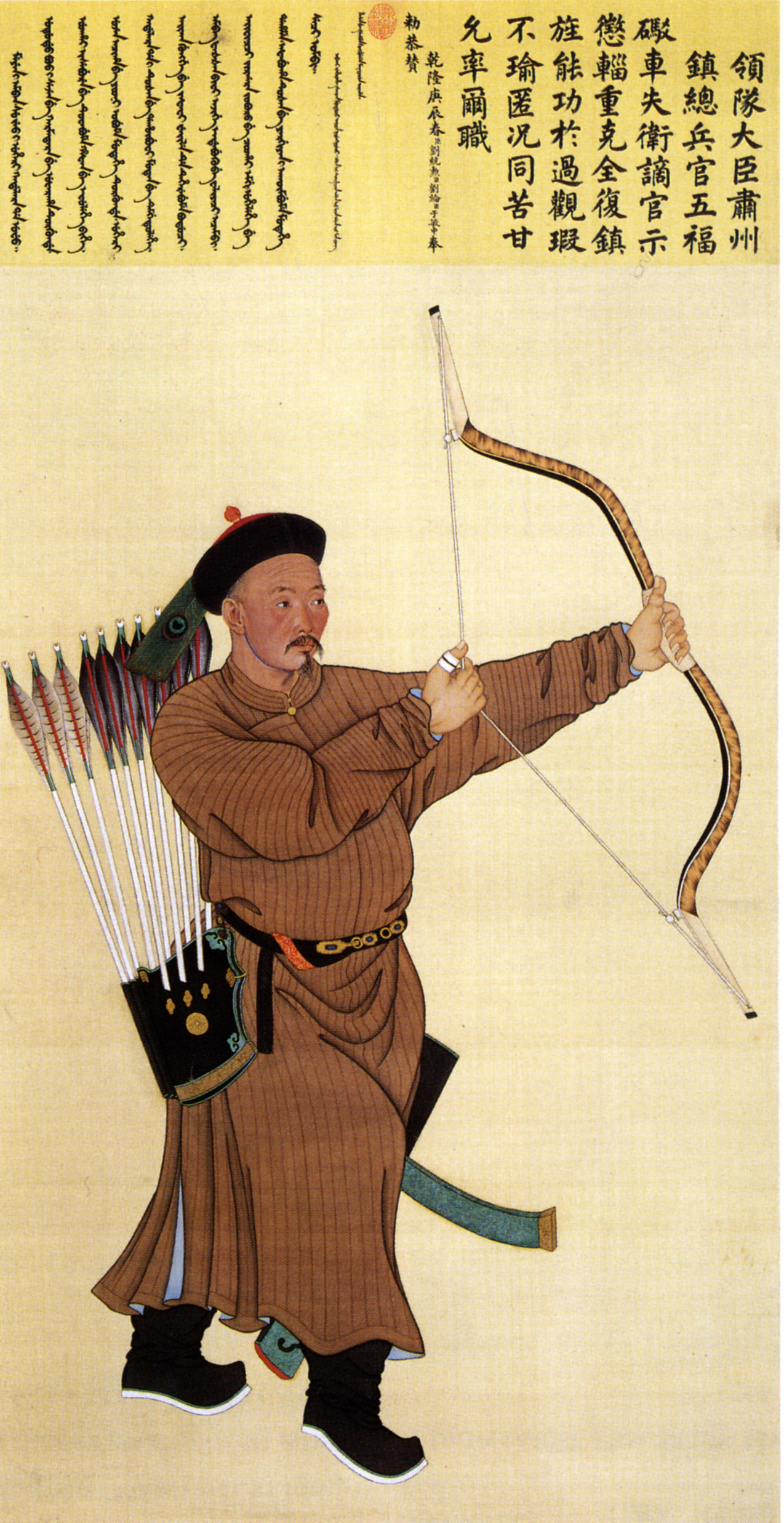
Ein Mandschu mit Kompositbogen (um 1760)

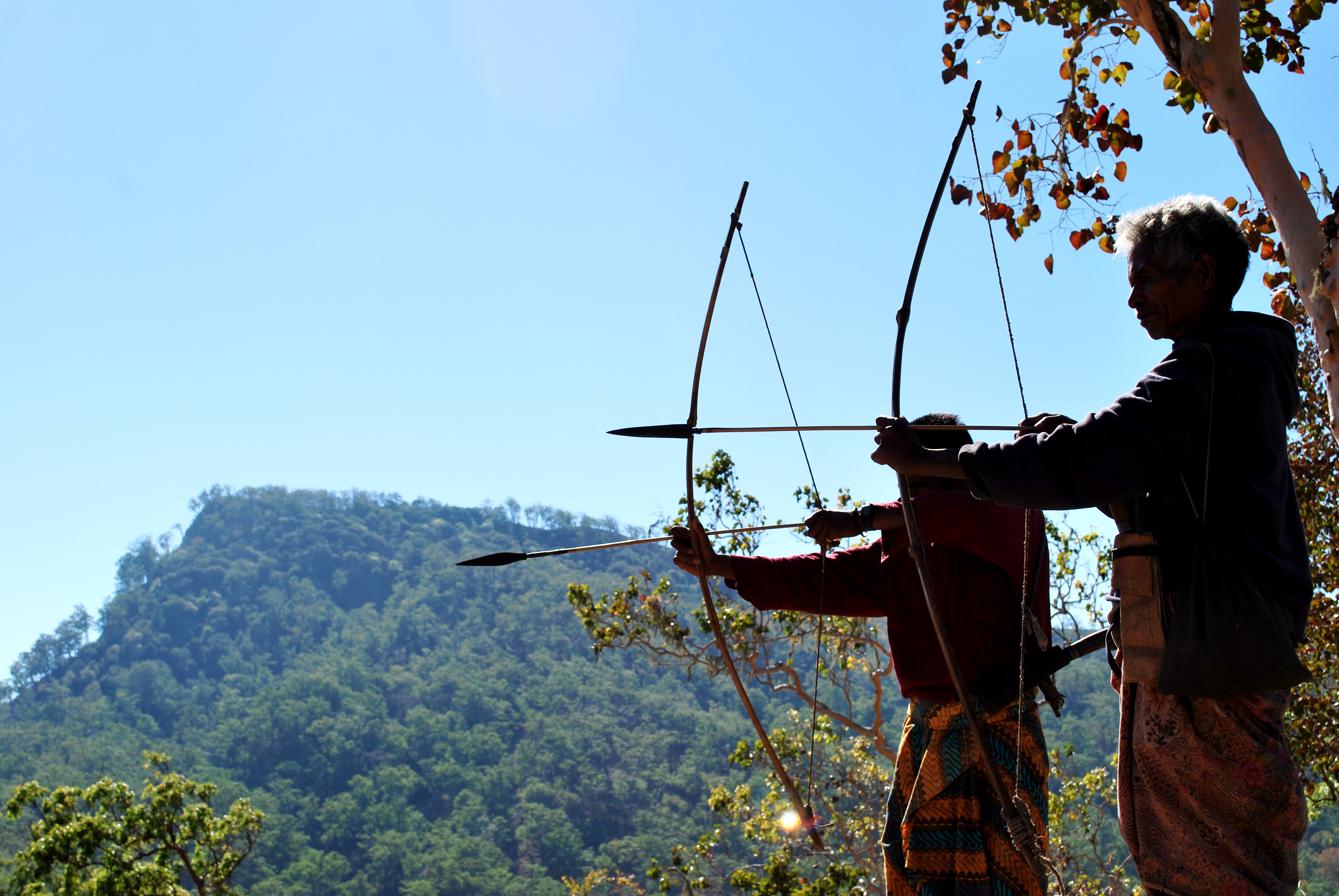
Bogenschützen in Osttimor

Das Bogenschießen wurde ursprünglich als Jagdform entwickelt und spielte später lange Zeit als Fernwaffe in kriegerischen Auseinandersetzungen eine bedeutsame Rolle.

### Entwicklung des sportlichen Bogenschießens
Die älteste europäische Schule des Bogenschießens stammt aus dem Jahr 1545 vom englischen Autor Roger Ascham und trägt den Namen „Toxophilus“. Toxophilus, der Freund des Schießens, führt darin einen Dialog mit Philosophos, dem Freund der Weisheit.
Eine Anekdote zum exotischen Status des Bogenschießens im frühen 19. Jahrhundert ist von Johann Peter Eckermann in Gesprächen mit Goethe überliefert. Zur selben Zeit hatte das Bogenschießen in Brabant (Belgien) den Status eines beliebten Volkssports, wie Eckermann im Jahre 1814 beobachtete. Dort schossen junge Männer auf 60 bis 80 Schritt – mit offenbar beeindruckenden Ergebnissen – auf eine Papierscheibe, die an einer nassen Lehmwand befestigt war. Nach eigenen Worten bemühte sich Eckermann einige Jahre vergeblich um eine Popularisierung des Bogensports in Deutschland. Diese Bemerkung ist insofern interessant, als es zwar die Zeit der Einführung der „deutschen Turnbewegung“ durch Turnvater Jahn war, das Bogenschießen jedoch zu dieser Zeit keinen Status als Sport erlangen konnte.

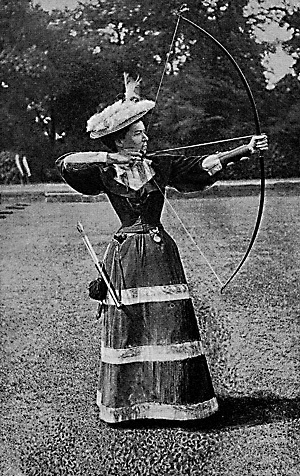
Die britische Bogenschützin Alice Legh (ca. 1894)

In Großbritannien dagegen entwickelte sich Bogenschießen zum überaus populären Frauensport. Viktorianische Mediziner rieten dringend davon ab, dass Mädchen sich körperlich zu aktiv bewegten. Sie befürchteten, dass zu starke Bewegung den sich entwickelnden Körper von Mädchen und jungen Frauen so sehr schaden würde, dass sie keine Kinder mehr zu Welt bringen könnten. Selbst die täglichen gymnastischen Übungen, denen sich viktorianische Männer zunehmend widmeten, galten als für Frauen zu gefährlich. Als für den weiblichen Bevölkerungsteil akzeptabel galten Spaziergänge sowie Calisthenics, bei denen aber nur die Arme und der Schulterbereich bewegt wurde, Croquet und schließlich Bogenschießen. Bogenschießen ermöglichte eine Bekleidung, die in der zeitgenössischen Vorstellungen als für Frauen schicklich empfunden wurde. Es waren trotzdem überwiegend unverheiratete Frauen, die diese beiden Sportarten ausübten. Für die meisten verheirateten Frauen war es mit dem Bild von angemessenem Verhalten nicht vereinbar, sich sportlich zu betätigen. Trotzdem übten um die Mitte des 19. Jahrhunderts deutlich mehr Frauen als Männer diesen Sport aus. Die notwendige Ausrüstung, um diesem Sport nachzugehen, kostete zwischen 2 und 5 britischen Pfund, wesentlich mehr Geld als den meisten Frauen der Mittelschicht zu dieser Zeit Verfügung stand. Es waren daher fast ausschließlich Frauen der Oberschicht, die diesem Sport nachgingen. Zeitgenössische Berichte machen auch deutlich, dass von der Bogenschützin auch angemessene Kleidung erwartet wurde. Sie widmeten der Kleidung der Sportlerinnen gelegentlich mehr Zeilen als den eigentlichen Resultaten. Alice Legh war die britische Bogenschützin mit einer außergewöhnlichen Reihe von Erfolgen. Sie wird von sportgeschichtlichen Werken mitunter als die herausragendste britische Bogenschützin aller Zeiten oder ohne Einschränkung auf ein Geschlecht als die Person bezeichnet, die in Großbritannien diese Sportart wie keine andere dominierte. Legh lehnte es unter anderem ab, sich 1908 an den Olympischen Spielen zu beteiligen, weil sie sich auf die britische Meisterschaft vorbereiten wollte. Eine Woche nach Austragung der olympischen Kämpfe, die die Britin Queenie Newall für sich entschied, deklassierte Legh ihre Landsfrau.
Ein im Jahre 1920 erschienenes Heftchen mit dem Doppeltitel Bogenschießen / Werfen mit dem Bumerang war lange Zeit die maßgebliche Anleitung für das Bogenschießen in deutscher Sprache. Hohe Auflagen erzielte außerdem das 1948 erschienene Buch von Eugen Herrigel mit dem Titel Zen in der Kunst des Bogenschießens. Dieses Buch beeinflusste auch viele aktive Sportschützen in ihrer mentalen Einstellung zum Schießen, wie John Williams (Olympiasieger von 1972) über sich und Richard McKinney mitteilte.
Das Recurveschießen hat sich in der jüngeren Vergangenheit zu einem immer populärer werdenden Sport entwickelt. Insbesondere Korea, China und viele andere fernöstliche Staaten verzeichnen Zuwächse.

## Grundlagen

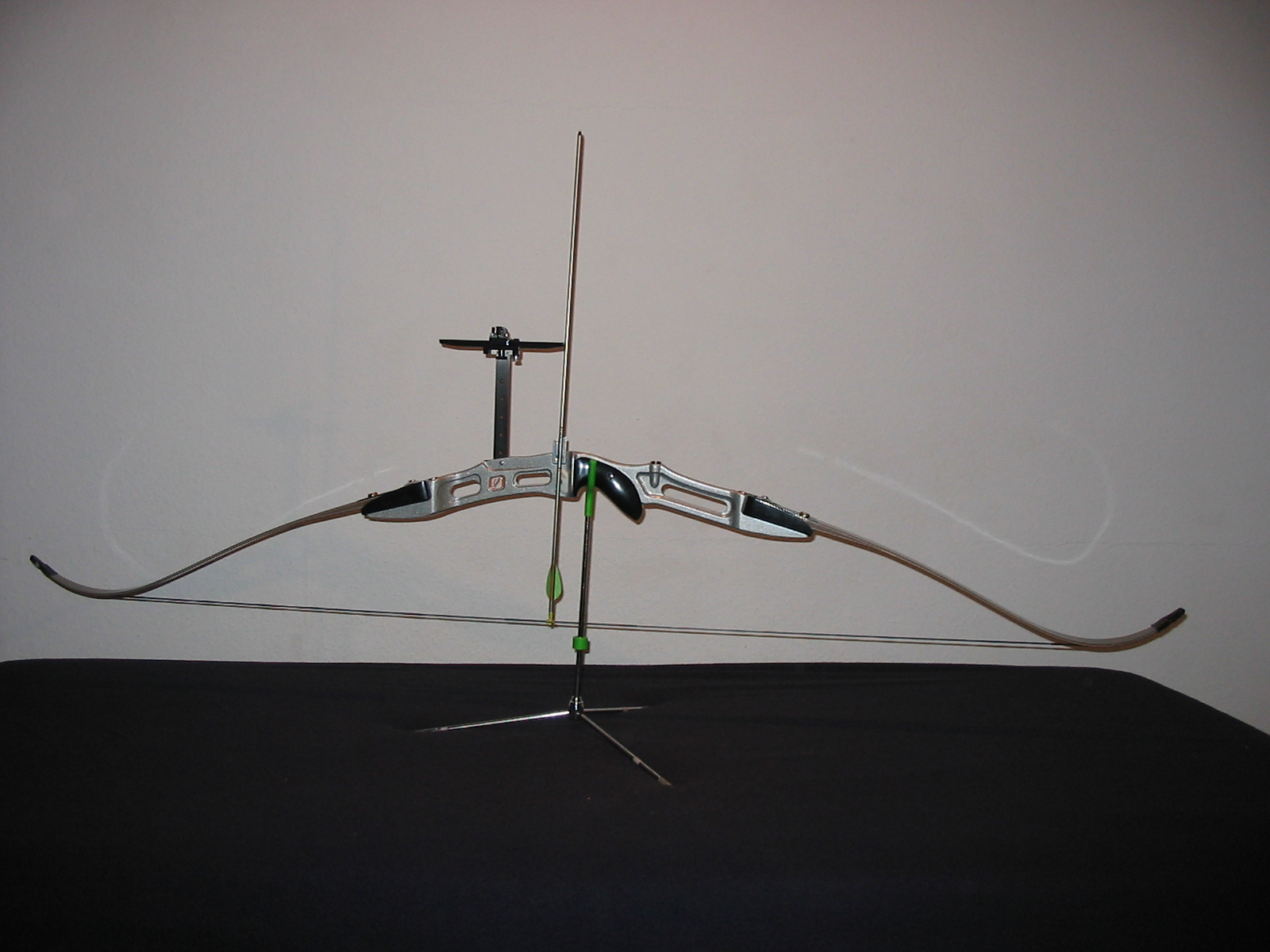
Recurvebogen eines Linkshandschützen

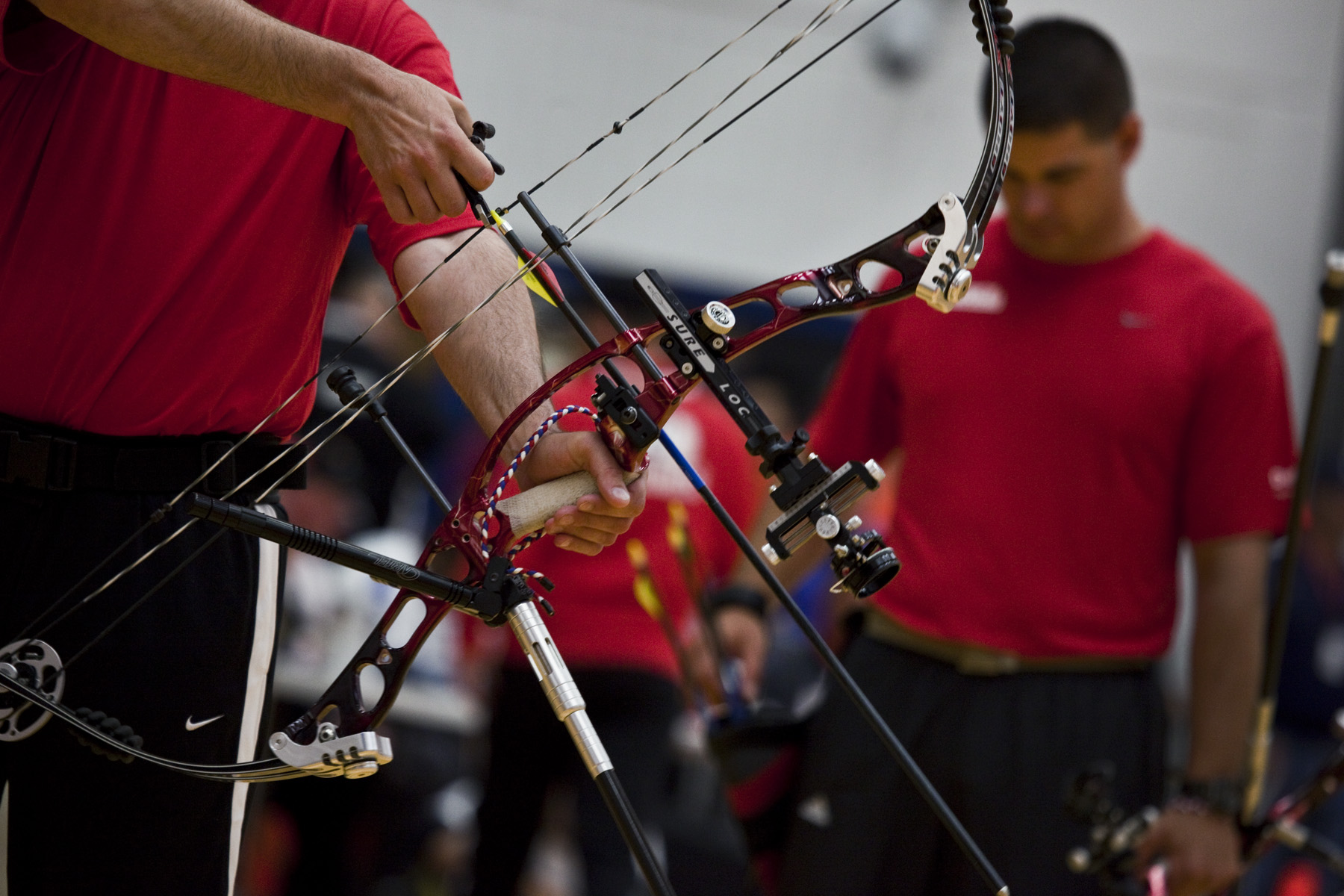
Compound-Bogen für den sportlichen Wettbewerb

Das Bogenschießen beruht auf dem Prinzip eines elastischen Stabes, der mit einer Sehne bogenförmig gespannt wird. Durch Anspannen der Sehne wirkt der Bogen wie eine Feder und es wird potentielle Energie aufgebaut, die sich beim Lösen der Sehne als kinetische Energie des Pfeils frei setzt. Je stärker die Spannkraft des Bogens und je länger der Auszug der Sehne ist, desto schneller, weiter, geradliniger und durchschlagskräftiger fliegt der Pfeil. Die Spannkraft des Bogens wird traditionell als Zuggewicht an der Sehne in englischen Pfund (1 englisches Pfund = 0,453 kg) bei einem Auszug von 28 Zoll (71,12 cm) gemessen. Das Zuggewicht von Bögen variiert zwischen wenigen Pfund bei Kinderbögen bis über 60 Pfund bei trainierten Schützen.
Bei Compoundbögen, die sich mit seiner speziellen Konstruktion das Hebelgesetz zu nutzen machen, hat der Bogen eine weitaus größere Spannenergie, weil die aufgewendete Zugkraft des Schützen bereits vom Beginn des Auszuges an bis kurz vor dem vollen Auszug annähernd gleichmäßig hoch ist und dadurch dem Pfeil ein wesentlich höherer Impuls gegeben wird. Die Länge des Auszugs hängt von der Armlänge des Schützen und der Art der Schießtechnik ab. Schießtechnik heißt hier vor allem die Wahl des Ankerpunktes, wo die Zughand den maximalen Auszug der Sehne erreicht. Je nach Bogenklasse und Verband, in dem der Bogenschütze sportliches Schießen betreibt, gibt es Beschränkungen in der Abschussgeschwindigkeit (Feld- und Wald: 300 fps (Fuß pro Sekunde)) oder Zuggewicht von 60 Pfund (World Archery, Target).

## Organisationen im Bogensport
Der einzige vom Internationalen Olympischen Komitee derzeit anerkannte internationale Verband für den Bogensport ist die World Archery Federation (WA). Dabei handelt es sich um den bis 2010 als Fédération Internationale de Tir à l’Arc (FITA) bekannten Weltverband, dessen Name mit der Umbenennung anglisiert wurde. Deutschland wird in der World Archery Federation ausschließlich durch den Deutschen Schützenbund (DSB) vertreten. Nur über den DSB ist die Qualifikation zu Europameisterschaften, Weltmeisterschaften der WA sowie zu Olympischen Spielen möglich. Der DSB gliedert sich in 20 Landesverbände und 14.200 Mitgliedsvereine.
Innerhalb Deutschlands ist der Bogensport in weiteren Verbänden organisiert. Die mitgliederstärksten sind der DSB und der Deutsche Bogensport-Verband (DBSV). Ein weiterer Bogensportverband in Deutschland ist der Deutsche Feldbogen Sportverband (DFBV). Dieser ist international an die International Field Archery Association (IFAA) angebunden, die jedes Jahr qualifikationsfreie Welt- und Europameisterschaften der inkorporierten nationalen Verbände ausrichtet. Wegen der Popularität des Feldbogenschießens als Breitensport gibt es in jüngerer Zeit Kooperationen zwischen dem DFBV und dem DSB. 2016 kam als vierter Verband der Traditionelle Bogensport Verband Deutschland (TBVD) hinzu. Der DBSV und der TBVD sind beide international dem Traditional Archers International (T.A.I.) angeschlossen.
Die Archery Association of Europe (AAE) wurde 1968 von Angehörigen der US-amerikanischen und kanadischen Streitkräfte zunächst als konkurrenzfreier Nischenverband in Deutschland gegründet und ist als übernationaler Verband ebenfalls Mitgliedsverband der IFAA und teilnahmeberechtigt an deren Welt- und Europameisterschaften. Mitglieder der AAE kommen aus zahlreichen Ländern Europas, davon sind die meisten Mitglieder allerdings Deutsche. Die Wettbewerbe und Meisterschaften der AAE werden immer in Deutschland ausgetragen.
Die Schweiz ist im Schweizer Bogenschützen-Verband (SBV bzw. französisch und italienisch: ASTA) und in der Field Archery Association Switzerland (FAAS) organisiert.
In Österreich werden die Bogensportler vom Österreichischen Bogensportverband (ÖBSV) und den Landesverbänden vertreten. Die neun Landesverbände:
- Burgenländischer Bogensportverband (BBSV)[22]
- Kärntner Bogensportverband (KBSV)[23]
- Niederösterreichischer Bogensportverband (NÖBSV)[24]
- Oberösterreichischer Bogensportverband (OÖBSV)[25]
- Salzburger Bogensportverband (SBSV)[26]
- Steirischer Fachverband für Bogenschiessen (STFVB)[27]
- Tiroler Bogensport Fachverband (TBSV)[28]
- Vorarlberger Bogensportverband (VBSV)[29]
- Wiener Bogensportverband (WBSV)[30]

### Regelwerke
Im deutschsprachigen Bereich sind die Regelwerke der Verbände an das Reglement der World Archery Federation (WA) angelehnt.

## Schießen auf Zielscheiben

### Schussablauf
Die Schützen schießen auf Zielauflagen mit Ringwertung. Anders als beim Blankbogen sind Stabilisatoren, Zielhilfen (Visiere) und Auszugsmarkierungen (Klicker) erlaubt. Ähnlich wie z. B. beim Sportschießen kommt es darauf an, durch Ruhe und Konzentration einen immer gleichbleibenden Schussablauf zu erlangen und im Moment des Schusses den Bogen vollkommen ruhig zu halten.
Das Schießen wird über eine Ampel geregelt (Ampelsteuerung). Hierbei wird ein- und zweireihiges Schießen unterschieden.
Die Länge der Schießzeit ist abhängig vom Wettbewerb und ist in den entsprechenden Regelwerken (zum Beispiel SpO) festgelegt.

### Ringwertung

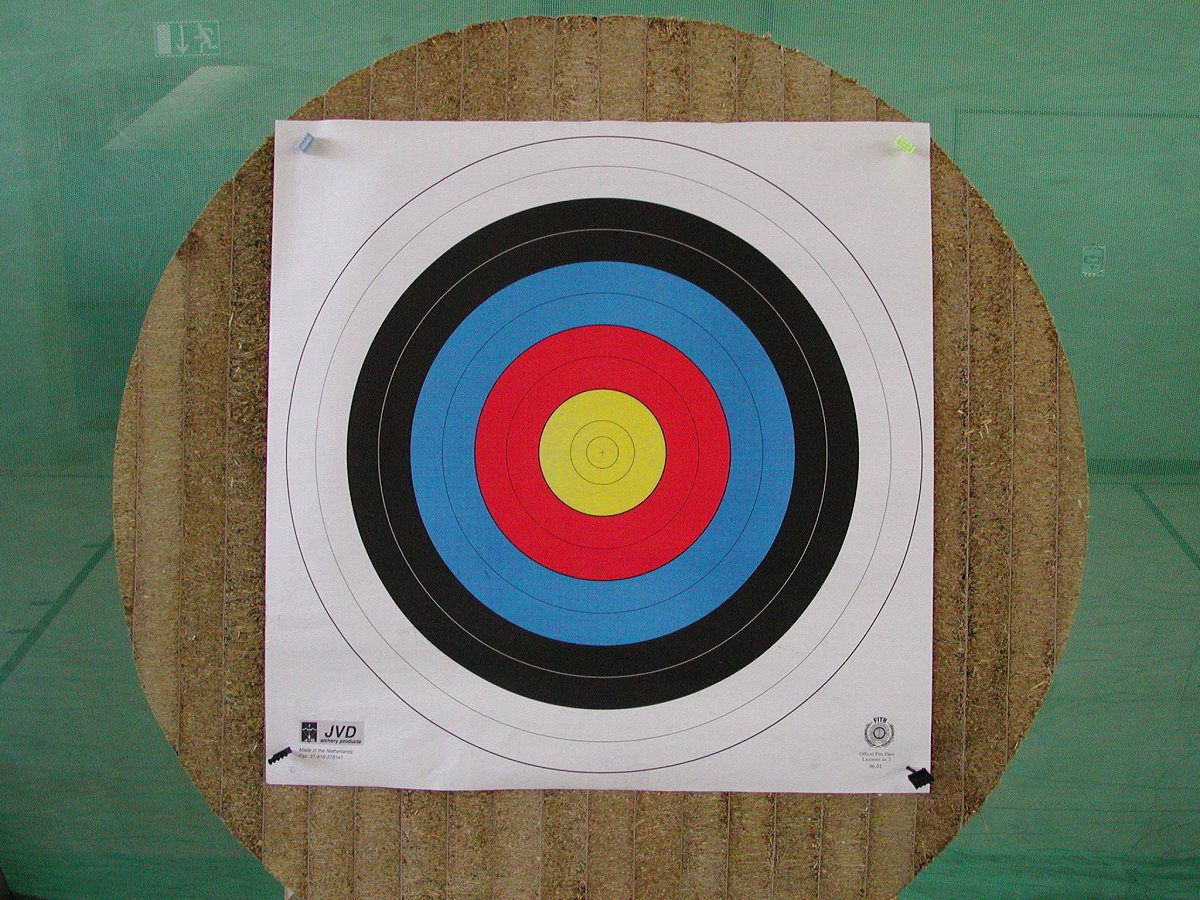
Zielscheibe mit Zielauflage

Die Zielauflagen sind in zehn „Ringe“ und fünf Farben aufgeteilt, wobei jeweils zwei Ringe dieselbe Farbe haben. Die Ringzahl reicht von innen nach außen von 10 bis 1: Gelb (nur „Gold“ genannt) = 10 bzw. 9 „Punkte“ (Ringe), Rot = 8 bzw. 7 Punkte, Blau = 6 bzw. 5 Punkte, Schwarz = 4 bzw. 3 Punkte, Weiß = 2 Punkte bzw. 1 Punkt. Ein Ring wird auch dann als getroffen gewertet, wenn der Pfeilschaft nur die den Ring außen umgebende schwarze Linie berührt. Trifft man die Auflage nicht, so wird das als „M“ (Miss) gewertet.
Der Zehner-Bereich für Compound-Schützen ist in der Halle (18 m) kleiner als der für Recurve-Schützen und ist extra eingezeichnet. Diese Kennzeichnung (genannt X) ist auch im Freien vorhanden, wird dort allerdings als Innenzehner gewertet. Bei Ringgleichheit gewinnt der Schütze mit den meisten Innenzehnern. Die Ringe 1 und 2 entfallen völlig.
Nach dem Schießen nehmen jeweils zwei Personen unabhängig voneinander die Treffer eines Schützen auf, indem jeder von ihnen die Werte auf einer Wertungskarte oder einem sogenannten Schießzettel einträgt. Dabei wird der Wert jedes einzelnen Pfeils sowie die Summe aller erreichten Ringe nach einer Passe aufgeschrieben.

### Wettbewerbe im Bogensport

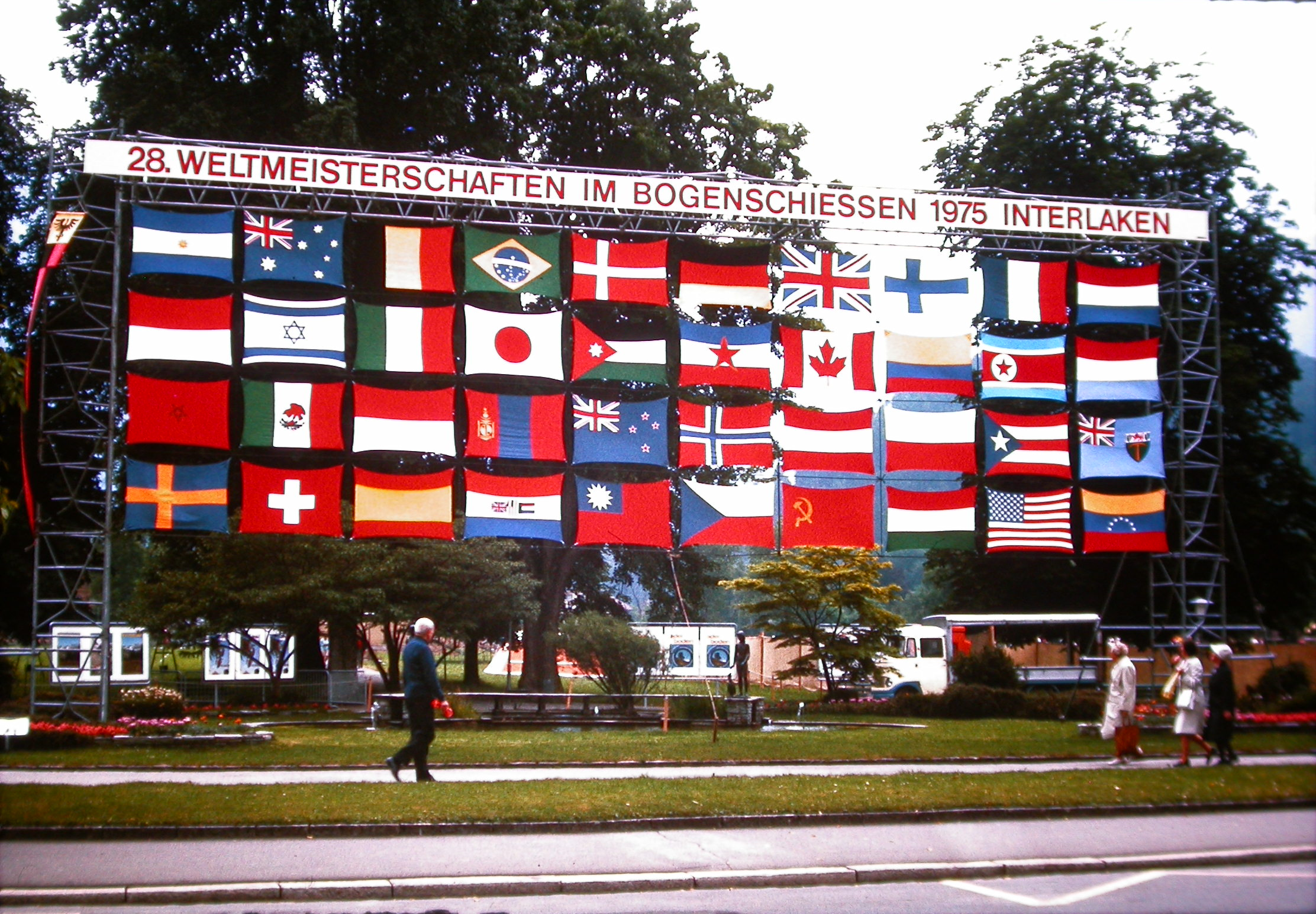
Weltmeisterschaften 1975 in Interlaken

Bogenschießen war von 1900 bis 1920 eine olympische Disziplin, nach einer Unterbrechung ist es das seit 1972 wieder bis in die Gegenwart (vgl. Liste der Olympiasieger im Bogenschießen). Als olympischer Bogen ist nur der Recurvebogen mit Visier zugelassen. Weltmeisterschaften im Bogenschießen werden seit 1931 ausgetragen.
Die bekanntesten Wettbewerbe im Bogensport sind:
WA im Freien (ehemals FITA im Freien)
(Meisterschaften und Olympische Spiele): 2 mal 36 Pfeile auf 70 m Entfernung, danach weiter im K.-o.-Verfahren, 1. gegen 32., 2. gegen 31. usw. bis zum Finale.
FITA-Runde oder Große FITA
Insgesamt werden 144 Pfeile auf verschiedene Entfernungen und Auflagengrößen (Zielscheiben) geschossen. Weiterhin werden in den verschiedenen Wettkampfklassen (unterschieden nach Alter/Geschlecht) unterschiedliche Entfernungen geschossen. Bei den Herren jeweils 36 Pfeile auf 90 m und 70 m (auf Auflagen mit 122 cm Durchmesser) sowie 50 m und 30 m (auf Auflagen mit 80 cm Durchmesser). Bei den Damen werden 70 m und 60 m (122 cm Ø) sowie 50 m und 30 m (80 cm Ø) geschossen. Auf der 30-m-Distanz kann die 80-cm-Ø-Auflage auch durch vier (für jeden Schützen der Scheibe einen) sogenannte Spots ersetzt werden. Dieser hat einen Durchmesser von 40 cm und besteht aus der Mitte der 80-cm-Auflage. Niedrigere Treffer werden dabei als Fehlschuss (M miss) gewertet. Vor einer Wertung (Pfeile holen und aufschreiben der Trefferzahlen scoren) werden bei den zwei weiten Entfernungen jeweils 6 Pfeile, bei den Kürzeren jeweils 3 Pfeile geschossen. Für Schüler- und Jugendklassen gelten teilweise abweichende Regelungen bezüglich Entfernungen und Auflagengrößen. Eine FITA-Runde wird in der Regel an einem Tag geschossen. Bei der sogenannten Doppel-FITA werden zwei FITA-Runden an zwei aufeinanderfolgenden Tagen geschossen.
Kleine oder halbe FITA
50 m und 30 m, jeweils 36 Pfeile auf Auflagengröße 80 cm
900er Runde
jeweils 30 Pfeile auf 60 m, 50 m und 40 m auf eine 122 cm große Auflage
FITA Halle2 Durchgänge zu 30 Pfeilen auf 18 m Entfernung. Geschossen wird auf 60-cm-Auflagen (traditionelle Bögen und Schülerklasse A Recurve), 40-cm-Auflagen (Blankbogen und Jugendklasse Recurve) bzw. auf 3er-Spot-Auflagen (die fünf inneren Ringe der normalen 40-cm-Auflage, drei davon untereinander bilden praktisch eine „Ampel“)(Olympischer Recurve und Compoundbogen, wobei der 10er bei Recurve 4 cm und bei Compound 2 cm groß ist).
Bogenliga Halle
Siehe auch 1. Bundesliga Bogen (DSB). Im Ligabetrieb des Deutschen Schützenbundes schießen in einer Liga in der Regel acht Mannschaften gegeneinander. Jede Mannschaft schießt an einem Wettkampftag gegen die restlichen sieben Mannschaften je ein Match. Die Mannschaft besteht aus drei Schützen je Match. Ein Match besteht aus drei bis fünf Passen zu je sechs Pfeilen (jeweils zwei pro Wettkämpfer), seit dem Sportjahr 2015 wird im Satzsystem geschossen. Die Pfeile müssen in 2 Minuten auf zwei senkrecht angeordneten Dreifachauflagen auf 18 m geschossen werden. Die Zusammensetzung der Mannschaft kann nach jedem Match geändert werden.
Eine Ligasaison besteht aus 4 Wettkampftagen, die in der Regel im Zeitraum von November bis Februar stattfinden. Die vier besten Mannschaften aus der 1. Bundesliga Nord und die vier besten Mannschaften aus der 1. Bundesliga Süd schießen Ende Februar ein Finale, in dem der Deutsche Mannschaftsmeister Halle ermittelt wird. Die aktuelle Bundesligaordnung wird jedes Sportjahr durch den Gesamtvorstand des Deutschen Schützenbundes verabschiedet.
Bogenliga im Freien
Auch hier schießen Mannschaften mit je drei Schützen gegeneinander. Jeder Schütze schießt 3 Pfeile auf 50 m auf 80-cm-Auflagen. Alle Schützen müssen ihre Pfeile innerhalb von 3 Minuten geschossen haben. Je Wettkampf werden 3 mal 3 Pfeile von jedem Schützen geschossen, also 27 Pfeile pro Mannschaft. Jede Mannschaft schießt gegen jede andere Mannschaft, dabei bekommt der Sieger jeweils 2 Punkte, bei Gleichstand jeder 1 Punkt. Es werden die Punkte zusammengezählt, bei Gleichstand zählen auch die Ringzahlen.
Der DBSV und seine Landesverbände führen einen Ligabetrieb im Freien durch, hier besteht eine Mannschaft aus vier Schützen und es wird auf 70 m geschossen.

### Blinde und sehbehinderte Bogenschützen
Bogenschießen ist auch eine Sportart im Blinden- und Sehbehindertensport. Sie kämpft derzeit um Anerkennung als paralympische Sportart.

## Weitere Disziplinen

### Feldbogen

Trefferaufnahme beim Feldbogenschießen

Unter dem Begriff Feldbogenschießen (kurz: Feldschießen) werden häufig unterschiedliche Disziplinen des Bogenschießens zusammengefasst. Das Feldbogenschießen basiert weitgehend auf dem traditionellen Bogenschießen, aber es wird auch mit Zielvorrichtungen oder anderen Zusatzausstattungen geschossen.
Beim Feldbogenschießen im engeren Sinn werden Zielscheiben im Gelände entlang eines Rundkurses aufgestellt. Die speziellen Zielscheiben sind im Unterschied zur FITA-Zielscheibe schwarz mit einem gelben inneren Kreis. Auf einem Feldparcours sind, ähnlich wie beim Golf Course und anders als beim Zielscheiben-Schießen nach den FITA-Regeln, die Entfernungen zumindest bei der Hälfte der Ziele nicht bekannt und es kann sowohl bergauf wie auch bergab bis zu einem Abschusswinkel von 45° geschossen werden.

### 3D-Bogenschießen

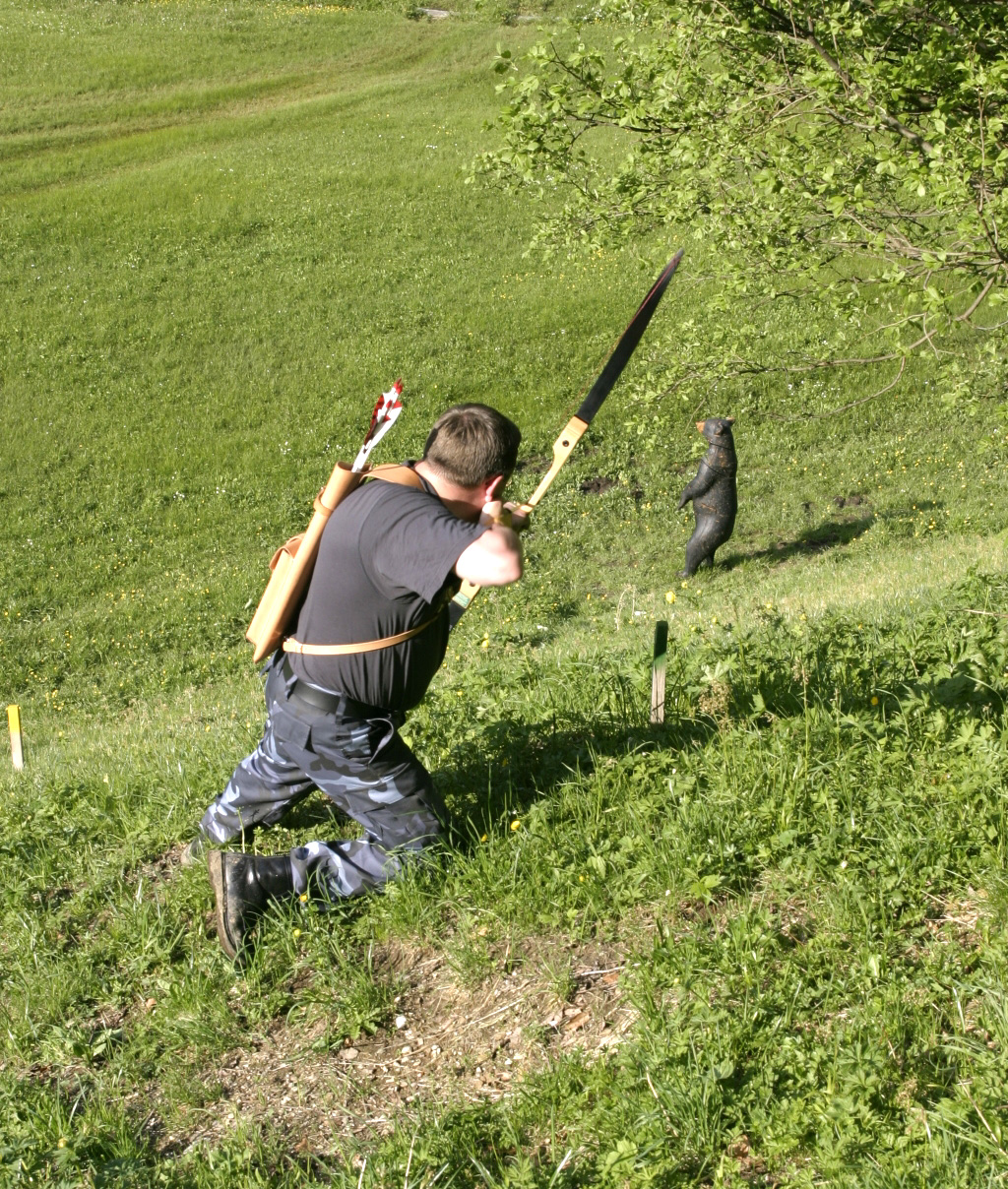
3D-Jagdschießen auf eine Bärenattrappe

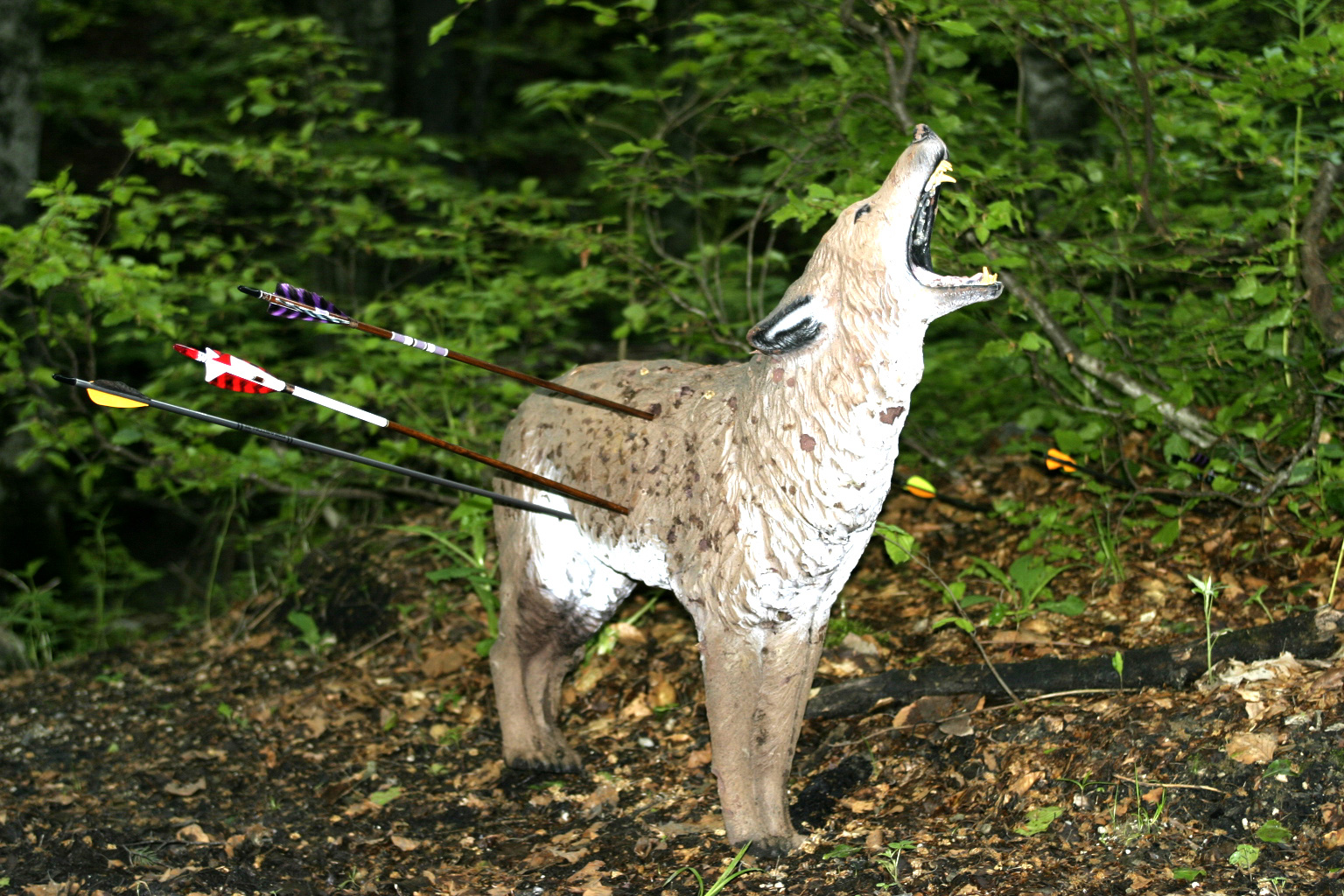
Attrappe eines Kojoten

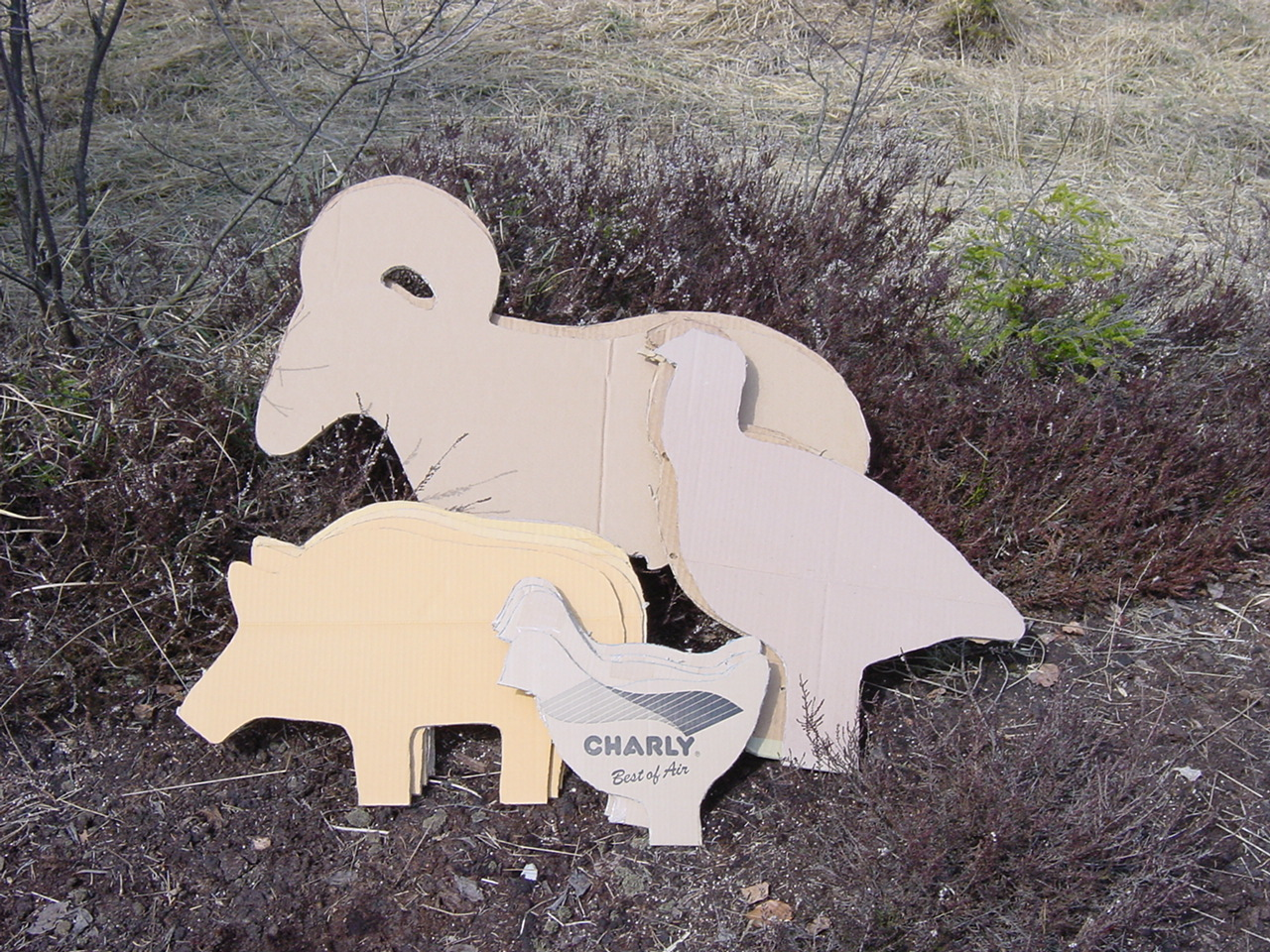
Silhouettenschießen nach IHMSA

Das Schießen auf Tierfiguren aus Schaumstoff, meist auf einem Bogenparcours, wird 3D-Schießen genannt. „3D“ weil sowohl die Ziele dreidimensional sind, aber auch die Schüsse nicht nur in ebenem Feld erfolgen, sondern ebenso hinauf und hinunter. Das 3D-Schießen wird der Jagd nachempfunden, jedoch kommt kein Tier zu Schaden. Die Situation wird dabei möglichst eng an das jagdliche Vorbild angelehnt. Der Schütze muss durch Astgabeln hindurch, Hänge hinauf oder von Hochständen herab im Stehen, kniend oder sogar liegend versuchen, das Ziel zu treffen.
Ziel ist es, den Pfeil in das Kill des stilisierten Tiers zu platzieren, also den Bereich, wo Herz und Lunge lägen. Zu einem Parcours gehören typischerweise etwa 28 Ziele, auf die jeweils 2 Pfeile geschossen werden dürfen. Außerdem gibt es einzelne Ziele oder bei kleinen Parcours die Möglichkeit einer sogenannten „Hunter“ („Jäger“)-Wertung, bei der nur ein einziger Pfeil geschossen wird. Es wird von einem Pflock abgeschossen. Der Schütze muss sich beim Abschuss hinter diesem Pflock befinden und maximal 50 cm davon entfernt stehen, um für alle Schützen gleiche Bedingungen zu schaffen. Oft gibt es Pflöcke in verschiedenen Entfernungen für Jugendliche, Schützen mit Bögen mit und ohne Visiereinrichtung.

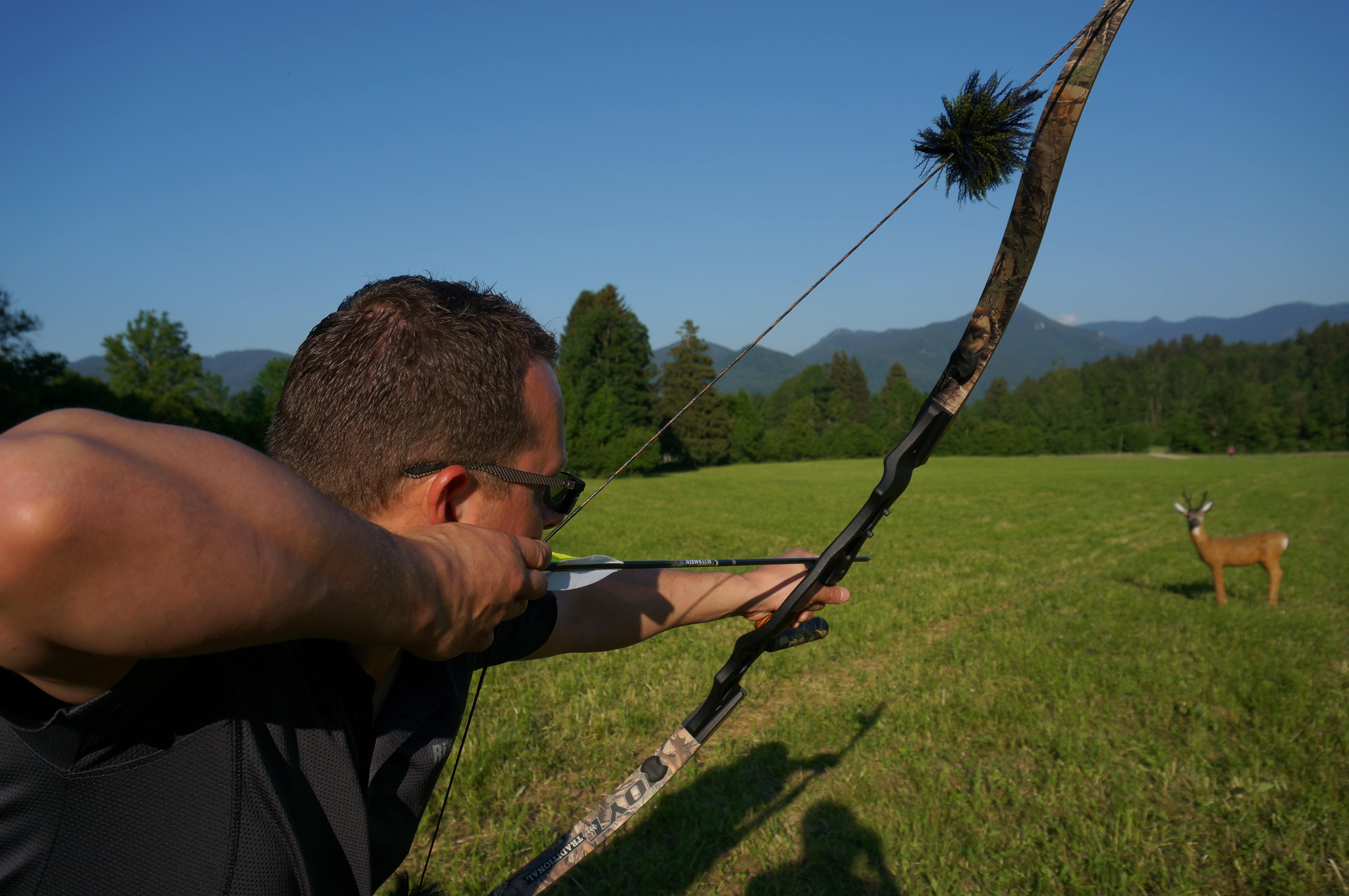
3D-Bogenschießen-Recurvebogen ohne Zielvorrichtung

Die Bewertung erfolgt zum Beispiel nach folgendem Schema (es existieren aber noch andere Wertungssysteme):
| Pfeil | Treffer | Punkte |
| ----- | ------- | ------ |
| 1     | Kill    | 20     |
| 1     | Körper  | 16     |
| 2     | Kill    | 14     |
| 2     | Körper  | 10     |
| 3     | Kill    | 8      |
| 3     | Körper  | 4      |

| Pfeil | Treffer | Punkte |
| ----- | ------- | ------ |
| 1     | Kill    | 15     |
| 1     | Körper  | 12     |
| 2     | Kill    | 10     |
| 2     | Körper  | 7      |
| 3     | Kill    | 5      |
| 3     | Körper  | 2      |

| Pfeil | Treffer    | Punkte |
| ----- | ---------- | ------ |
| 1     | CenterKill | 20     |
| 1     | Kill       | 18     |
| 1     | Körper     | 16     |
| 2     | CenterKill | 14     |
| 2     | Kill       | 12     |
| 2     | Körper     | 10     |
| 3     | CenterKill | 8      |
| 3     | Kill       | 6      |
| 3     | Körper     | 4      |

| Pfeil | Treffer    | Punkte |
| ----- | ---------- | ------ |
| 1     | CenterKill | 15     |
| 1     | Kill       | 12     |
| 1     | Körper     | 7      |

| 3D nach WA oder FITA |              |        |
| -------------------- | ------------ | ------ |
| Pfeil                | Treffer      | Punkte |
| 1                    | CenterKill   | 11     |
|                      | Kill         | 10     |
|                      | Vitalbereich | 8      |
|                      | Körper       | 5      |

### 4D-Bogenschießen

4D-Bogenschießen

Beim 4D-Bogenschießen werden große Leinwände genutzt, die mit einem Projektor beleuchtet werden. Dies ermöglicht ein Training mit bewegten Zielen. Hierbei kommt eine spezielle Sensorik zum Einsatz, die den Pfeilflug bzw. dessen Einschlag in der Leinwand registriert. Das Target ist so ausgeführt, dass der abgeschossene Pfeil in dieser langsam abgebremst und nicht beschädigt wird. Dafür kommen spezielle Polymerschäume zum Einsatz. Somit können die Pfeile beliebig wiederverwendet werden.
Hauptsächlich werden zwei Disziplinen unterschieden: Jagdliches-4D und 4D. Beim Jagdlichen-4D kommen Naturszenen oder animierte Inhalte zum Einsatz. Die Herausforderung besteht darin, genau zu erahnen, wo sich der sogenannte Kill befindet. Im Gegensatz zu dieser Disziplin wird beim 4D das eigentliche Ziel klar markiert.

### Clout-Schießen, Roving und Flight Shooting
Beim Clout-Schießen (englisch Clout ‚Lappen‘) wird auf eine im Boden angebrachte Flagge (den ‚Clout‘) gezielt. Die Schussdistanz variiert je nach Regelwerk sowie Geschlecht und Altersklasse der Schützen, beträgt aber meist mehr als 100 m, sodass ein relativ steiler Abschusswinkel nötig ist um das Ziel zu erreichen.
Beim Roving stehen die Zielflaggen im Unterschied zum Clout-Schießen in unterschiedlichen unbekannten Entfernungen.
Es werden alle Treffer in bestimmten Umkreisen mit verschiedenen Punkten gewertet. Nocke oder Spitze im Kreis wird gezählt.
Beim Flight Shooting oder Weitschießen ist das Ziel, möglichst weit zu schießen.

## Traditionelles Bogenschießen

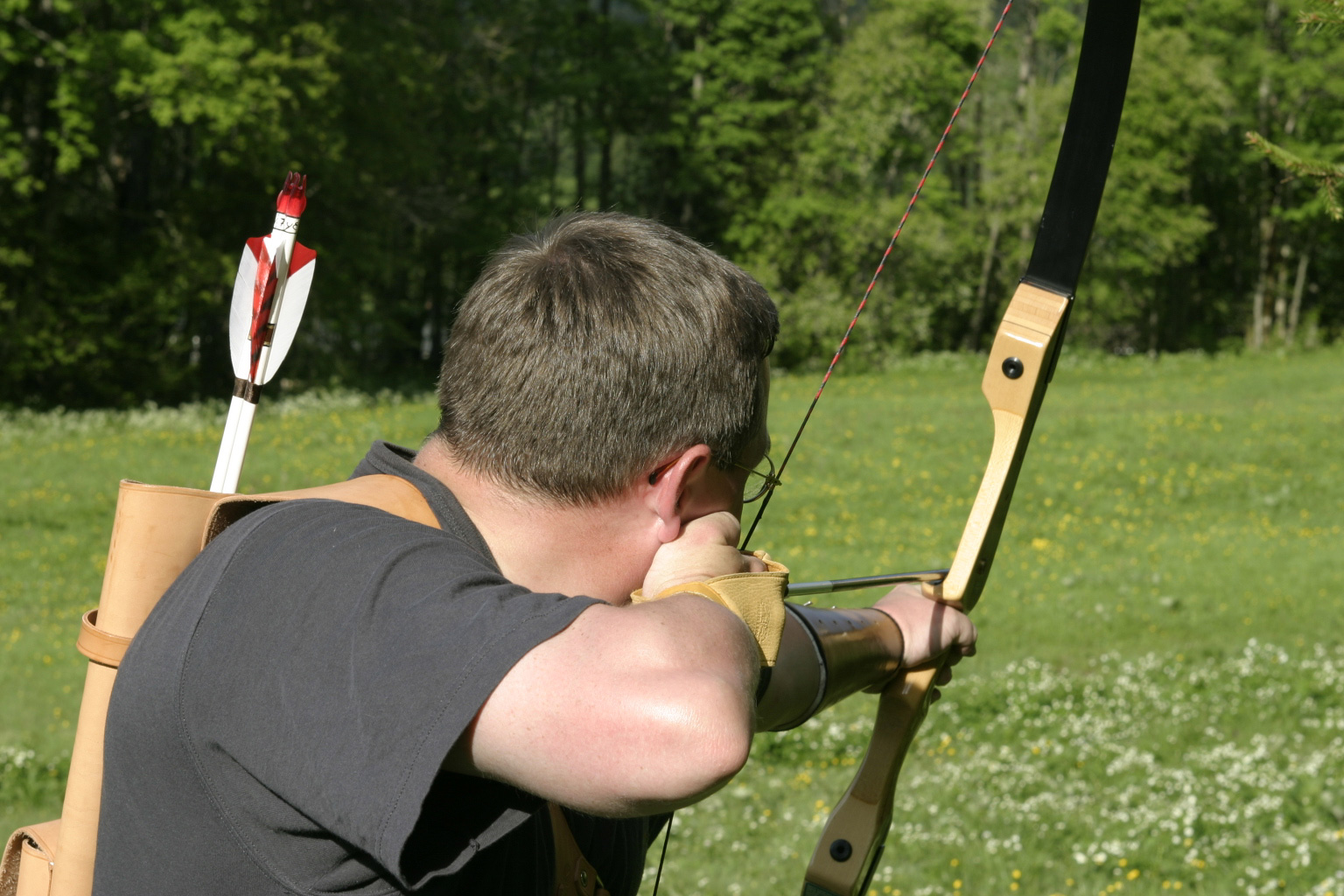
3D-Jagdschießen im Instinktivverfahren

Seit einigen Jahren gewinnt das traditionelle Bogenschießen mit Bögen, an denen keinerlei technisches Zubehör angebracht ist, an Beliebtheit. Neben dem Recurvebogen in seiner Form als Blankbogen wird hier mit dem Langbogen, dem Reiterbogen und dem Primitivbogen geschossen. Es werden auch selbst gebaute Bögen verwendet. Bei dieser Sportart wird häufig auf Parcours im Wald eine Jagd simuliert und auf Tierattrappen geschossen.
Beim traditionellen Bogenschießen werden ausschließlich Blankbögen ohne technische Hilfsmittel wie Zielvorrichtungen oder Stabilisatoren benutzt. Diese Art des Schießens wurde im Kulturkreis der „westlichen Welt“ zu Beginn des 20. Jahrhunderts in den USA wiederentdeckt und erlangte durch Bogenlegenden wie Saxton Pope, Arthur Young und Howard Hill durch öffentliche Vorführungen und Filmaufnahmen große Beliebtheit.
Dieses traditionelle Bogenschießen, auch als instinktives oder intuitives Bogenschießen bezeichnet, gewinnt seit den 1980er Jahren auch im deutschsprachigen Raum an Beliebtheit. Auch Profis, die ihr Ziel mit nahezu 100%iger Sicherheit treffen und eine neue Herausforderung oder Abwechslung suchen, wechseln öfter zum intuitiven Bogenschießen. Die Treffgenauigkeit kann bei guter Übung praktisch gleich der eines Bogenschützen sein, der mit einem geschlossenen Auge und mit technischen Hilfsmitteln zielt. Ein mehrfacher Weltmeister im „technisierten Schießen“ auf der FITA-Runde, Darrell Pace, legte den Grundstein für seinen Erfolg mit dem Jagdschießen ohne Visier.

### Berittenes Bogenschießen
Beim berittenen Bogenschießen wird mit kurzen Reiterbögen vom Pferderücken aus, meist im Galopp, geschossen. Die Schießtechnik ähnelt der des traditionellen instinktiven Bogenschießens. Genutzt wurde diese Form des Bogenschießens von den Soldaten des mongolischen Herrschers Temüdschin, bekannt als Dschingis Khan, welche ausgezeichnete Bogenschützen und Reiter waren und mit ihrer revolutionären Kriegsstrategie große Teile Eurasiens eroberten.

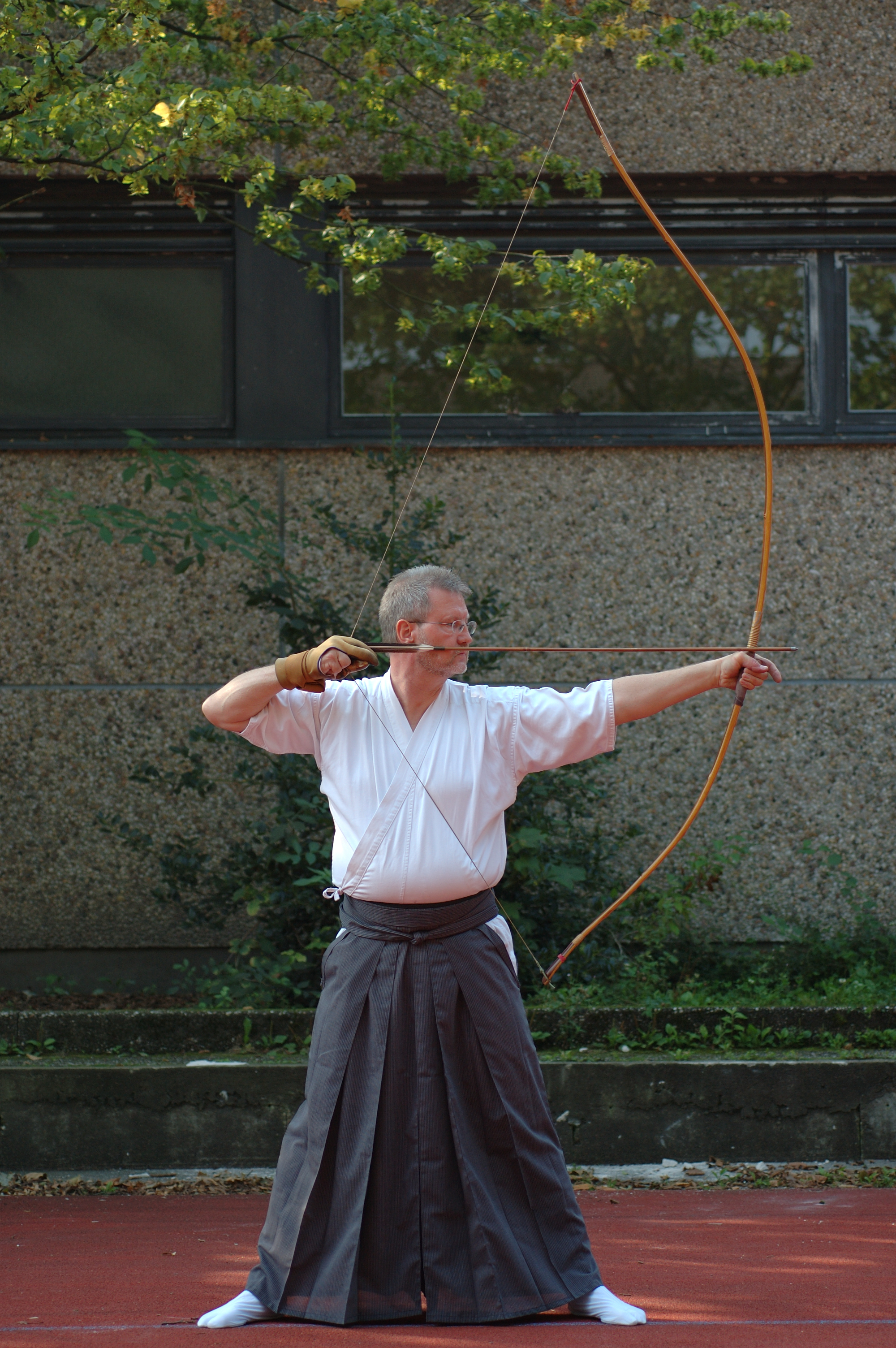
Kyūdōschütze in traditioneller Kleidung

### Kyūdō
Kyūdō heißt das traditionelle japanische Bogenschießen, welches auf der alten Kriegstechnik der Samurai gründet und sich unter dem Einfluss des Zen-Buddhismus zu einer Kunstform entwickelte. Sowohl die Bauart des Bogens, als auch die Technik des Schießens unterscheidet sich grundsätzlich von westlichen Formen des Bogenschießens.
Yabusame ist eine ältere traditionelle japanische Art des Bogenschießens, die vom Pferd aus ausgeübt wird.

### Therapeutisches Bogenschießen
Seit Mitte der 1990er Jahre rückte das traditionelle Bogenschießen in das Interesse von Körpertherapeuten und Psychotherapeuten. In vielen psychosomatischen Kliniken, in der Therapie für Kinder und Jugendliche und in der Rehabilitation wird Bogenschießen als Bestandteil der Behandlung angeboten. Dabei werden die beim Bogenschießen inhärenten Gegensätze zwischen Anspannung und Entspannung, zwischen Konzentration und Loslassen und zwischen Disziplin und Spiel therapeutisch genutzt.

## Ausrüstung für das Bogenschießen
Bogenschützen benötigen im Prinzip nur einen Bogen und Pfeile, jedoch kommt in der Regel diverses Zubehör dazu. 
Weiteres Zubehör:   Unterarm- und Brustschutz, Köcher, Fingerschlinge, Tab

### Bogenausstattung
Beim traditionellen Bogenschießen werden Bögen ohne technisches Zubehör verwendet. Beim sportlichen Bogenschießen werden dagegen je nach Schießart verschiedene technische Zusätze am Bogen und an der Sehne angebracht. Zusammenfassend werden diese technischen Zusätze als Bogenausstattung bezeichnet.
- Zusätze am Bogen: Pfeilauflagen, Bogenvisiere, Klicker, Overdraws, Peepsights, Stabilisatoren.
- Zusätze an der Sehne: Geräuschdämpfer, Kisserbuttons und Nockpunkthilfen aus Metall oder „D-Loops“ (siehe dazu Bogensehne#Zubehör).

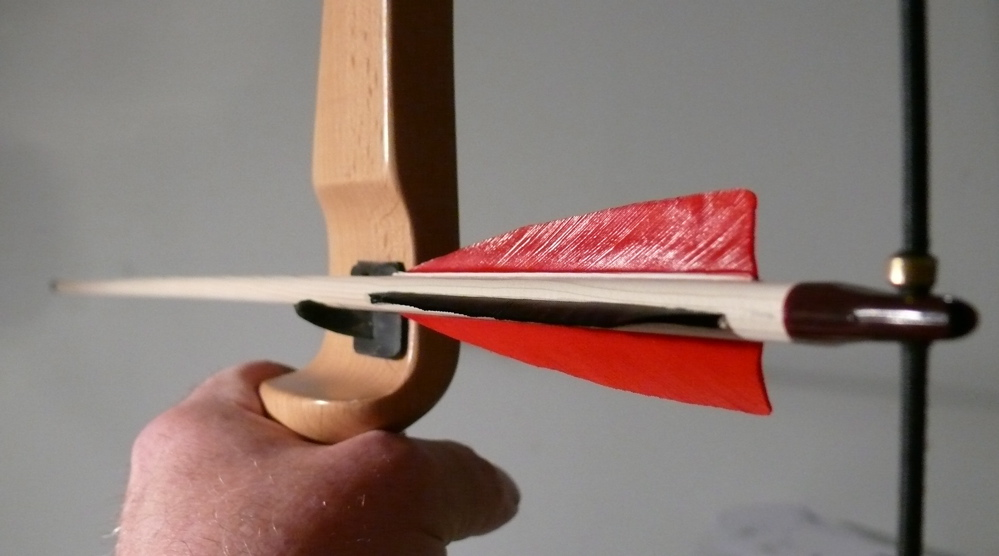
Beim olympischen Bogenschießen wird über eine Pfeilauflage geschossen
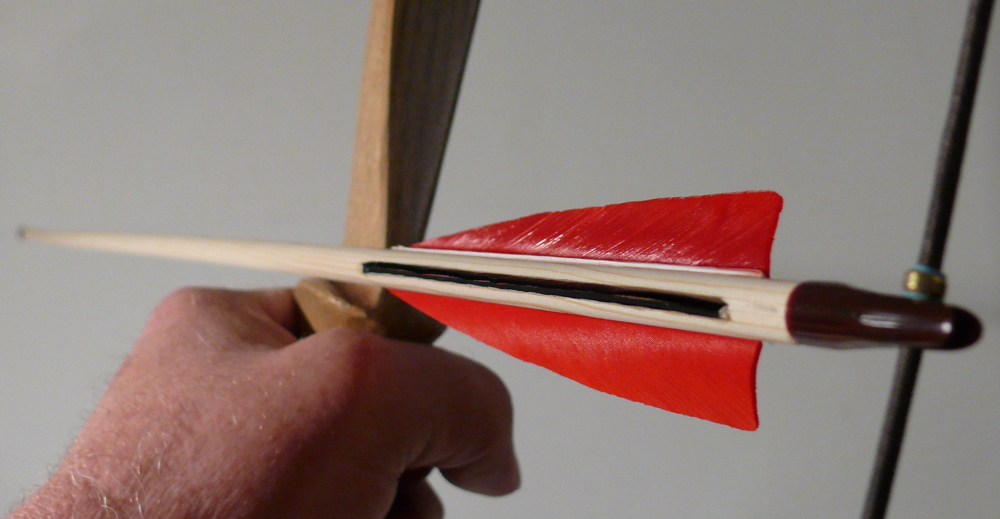
Zum Vergleich: Pfeilaufnahme an einem traditionellen Langbogen

### Weiteres Zubehör

Seitenköcher

Bogenköcher, am Bogen befestigt

Neben dem Bogen mit oder ohne Bogenausstattung und den Pfeilen gehört zur Ausrüstung des Bogenschützen:
- ein Köcher, der auf dem Rücken oder an der Seite getragen wird oder am Bogen befestigt ist
- ein Armschutz
- ein Fingerschutz (Tab, Schießhandschuh oder Release) für die Hand, welche die Sehne zieht
- gegebenenfalls ein Brustschutz und eng anliegende Kleidung, da die Sehne eng am Körper entlangschnellt

Häufig wird ein Bogenständer für die Ablage des Bogens benutzt.

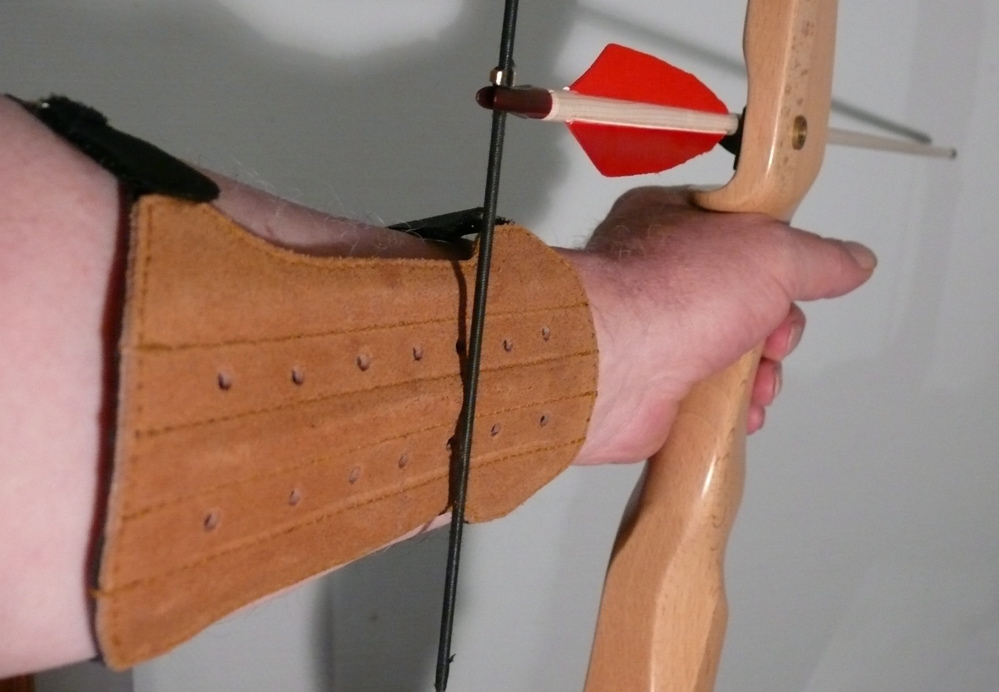
Lederarmschutz
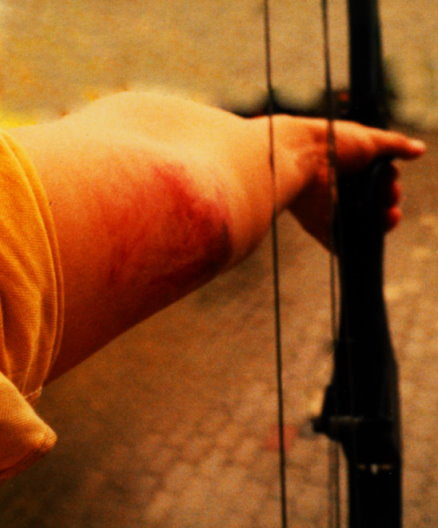
Bluterguss am Bogenarm: Fehlender Armschutz kann zu schmerzhaften Verletzungen führen

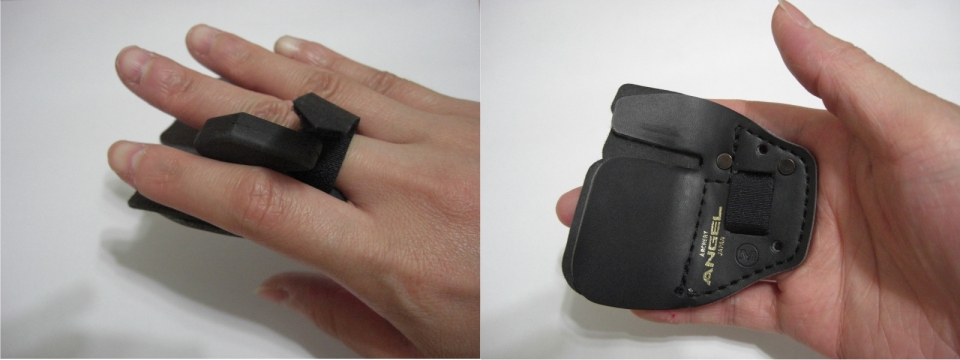
„Tab“ als Fingerschutz
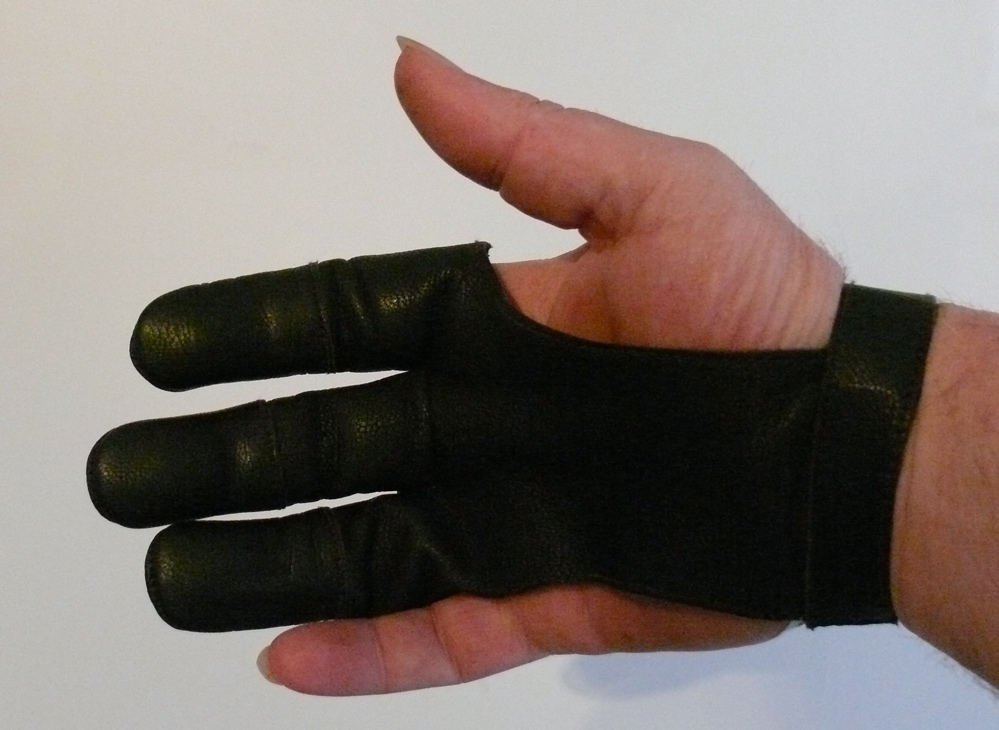
Bogenschießhandschuh

## Sicherheitsvorschriften
Bögen sind Sportgeräte, die nicht unter das Waffenrecht fallen. (Dies hängt u. a. damit zusammen, dass im Bogen keine Abschussenergie gespeichert werden kann.) Deshalb stellen Bogenplätze keine genehmigungspflichtigen Schießstätten dar und es ist zu deren Betreiben keine waffenrechtliche Erlaubnis zum Betreiben einer Schießstätte nach § 27 Abs. 1 WaffG erforderlich. Dennoch können von Bögen Gefahren ausgehen. Insbesondere bei Bogenplätzen im Freien besteht bei nicht ordnungsgemäßer Durchführung des Schießens die Möglichkeit, dass durch die abgeschossenen Pfeile Personen oder Sachen und somit die öffentliche Sicherheit gefährdet werden. Die Gewährleistung der öffentlichen Sicherheit ist je nach Landesrecht unterschiedlichen Behörden zugewiesen.
Der Deutsche Feldbogen Sportverband und der Deutsche Schützenbund haben zur Gewährleistung der öffentlichen Sicherheit und zur sicheren Durchführung des Bogenschießens die Sicherheitstechnischen und Baulichen Regeln für Bogenplätze veröffentlicht. Darin werden Ausführungen zur baulichen Gestaltung von Bogenschießbahnen und Feldparcours gemacht, Gefahren-, Sicherheits- und Unbedenklichkeitsbereiche festgelegt sowie Vorgaben zum Verhalten gemacht. Die Sicherheitstechnischen und Baulichen Regeln stellen Sicherheitsregeln nach Stand der Technik dar. Der Deutsche Bogensport-Verband wendet diese Regeln ebenfalls an. Die Bogensportverbände empfehlen bei der Einrichtung von Bogenplätzen in jedem Fall die Abstimmung mit den zuständigen Behörden.